# EMT Penzberg
EMT Ingenieurgesellschaft Dipl.-Ing. Hartmut Euer mbH war ein mittelständisches Unternehmen im oberbayerischen Penzberg. Die Firma belieferte national sowohl die Bundeswehr als auch die Bundespolizei sowie Landespolizeien mit Drohnen. Neben dem Firmensitz in Penzberg bestanden Zweigstellen in Iffeldorf (seit 2006; Fertigung und Instandsetzung LUNA), Abenberg (Glasfaserverstärkter Kunststoff) und Osterrönfeld (Service und Instandsetzung Aladin).

## Geschichte
Das Unternehmen wurde 1978 von Hartmut Euer († 2016) in Gauting gegründet. EMT (Elektro-Mechanische Technologien) ist ein Systemhaus für unbemannte Luftfahrzeuge. Während des Kalten Kriegs verkaufte EMT Flugabwehrziele, aber mit dem Ende des Kalten Krieges musste sich die Firma neu orientieren. Sie erhielt vom Verteidigungsministerium Mitte der 1990er Jahre den Auftrag zur Entwicklung einer Spionagedrohne. Als die Drohnen erfolgreich von der Bundeswehr international eingesetzt wurden und mit dem Krieg gegen den Terror, wurden die Aufklärungsdrohnen der EMT auch international rege nachgefragt: Neben NATO-Staaten wie Norwegen und Niederlande kamen auch Malaysia, Pakistan und Saudi-Arabien dazu. EMT konnte 2017 mehr als vier Millionen Euro Gewinn erwirtschaften und beschäftigte 261 Mitarbeiter.

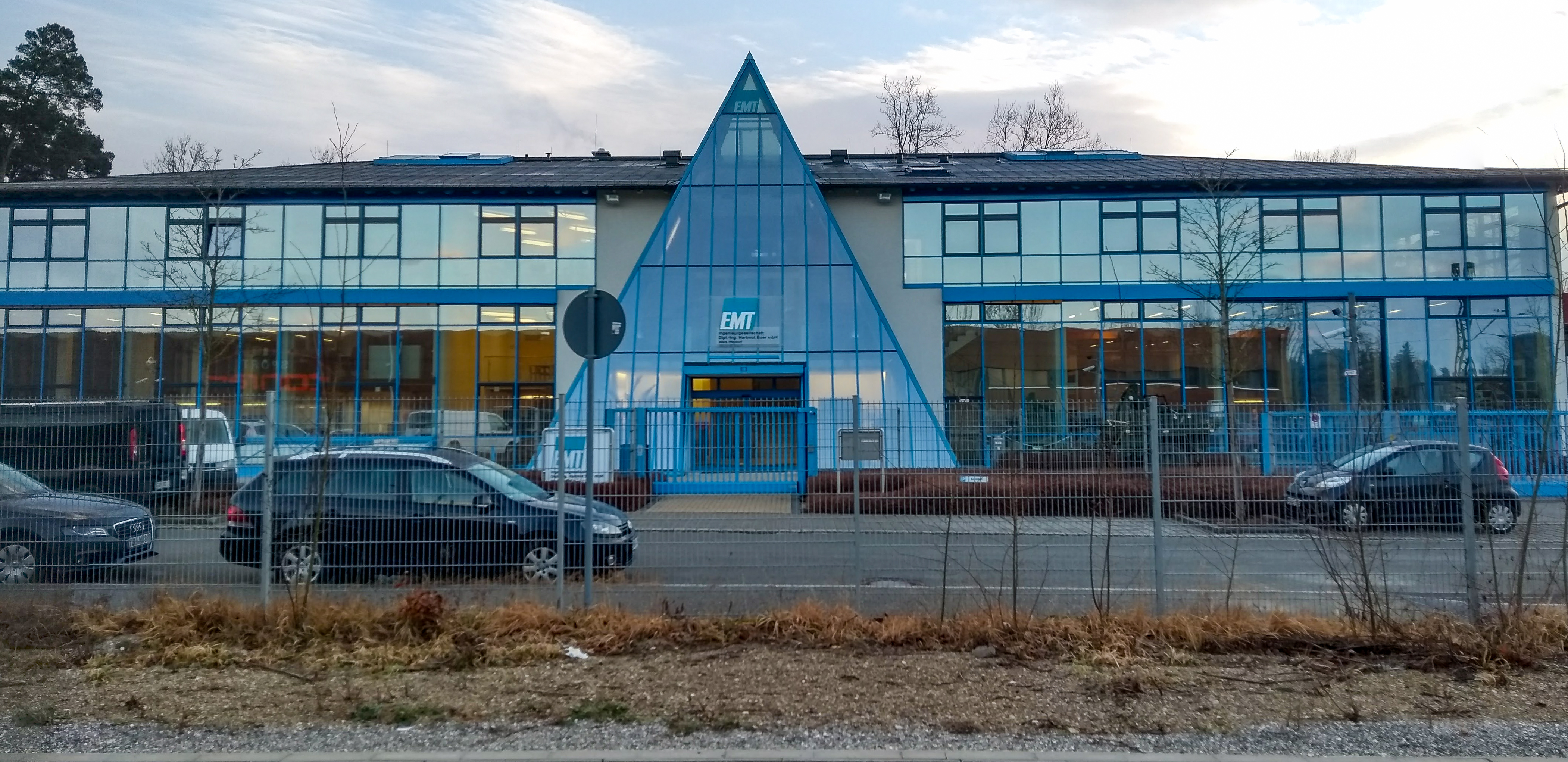
Werk von EMT in Iffeldorf

Mit der Ermordung des regierungskritischen Journalisten Jamal Khashoggi durch Saudi-Arabien im saudischen Generalkonsulat in Istanbul 2018, wurden die Exporte nach Saudi-Arabien von der deutschen Regierung verboten. Dazu kamen Verzögerungen in der Entwicklung des EMT Luna NG, wodurch das Unternehmen in finanzielle Schwierigkeiten kam. In der Folge musste EMT Ende 2019 rund 30 Mitarbeiter kündigen. Anfang 2020 versuchte EMT noch Aufträge ziviler Blaulichtorganisationen zu akquirieren, trotzdem musste der damalige Geschäftsführer Thomas Heinze Insolvenz anmelden und das Amtsgericht Anfang Dezember 2020 die vorläufige Eigenverwaltung anordnen. Das staatliche israelische Unternehmen Rafael beantragte im Frühjahr 2021 die kartellrechtliche Prüfung und Investitionsschutzprüfung einer getroffenen Vereinbarung zur Übernahme von EMT.
Im November 2021 wurde bekannt gemacht, dass EMT durch die Rheinmetall AG im Rahmen der strategischen Portfolio-Erweiterung übernommen werden soll. Die Übernahme wurde, nach Zustimmung des Gläubigerausschusses Ende Dezember, zum 1. Januar 2022 vollzogen.

## Produkte
- Aladin
- Fancopter
- LUNA
- LUNA NG
- X-13

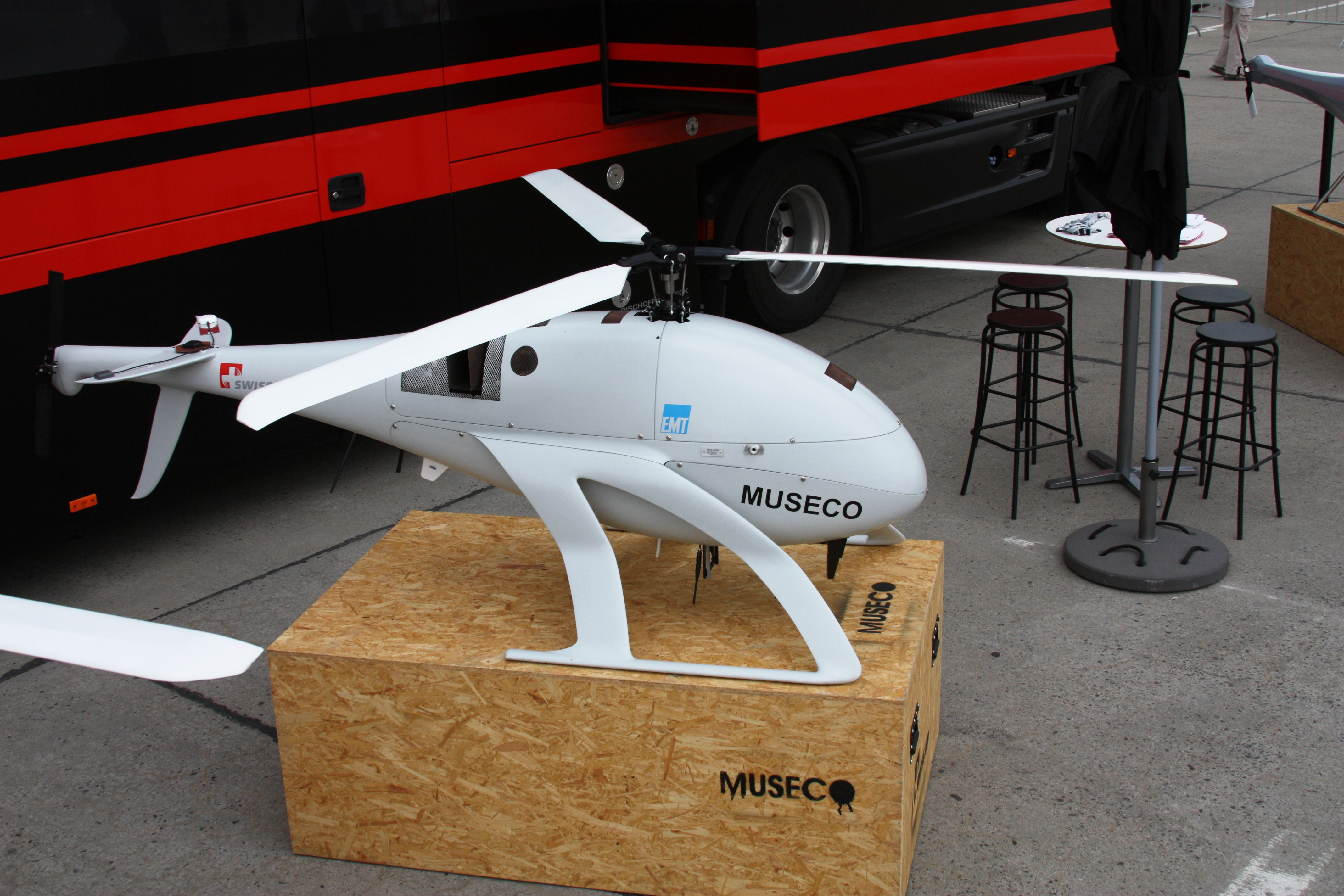
Ein MUSECO auf der ILA 2010

- MUSECO (ein Swiss UAV NEO S-300 Derivat)[12]